# Регелинда
Регелинда (Регелинда из Цюрихгау; нем. Regelinda, Reginlind, Regilinde; ок. 885/888 — 958) — герцогиня Швабская.

## Биография
Дочь графа в Цюрихгау Эберхарда I.
Около 904 года вышла замуж за Бурхарда II, маркграфа Реции (с 911 года), в 917 году ставшего герцогом Швабии, сына Бурхарда I из династии Бурхардинги и Лиутгарды Саксонской, дочери герцога Баварии Людольфа.
В конце 911 года Бурхард I Швабский вместе с герцогами Баварии и Саксонии восстал против короля Германии Конрада I и стал независимым. Вскоре он был обвинён в узурпировании королевского авторитета, признан виновным в государственной измене и 23 ноября 911 года казнён. Его сыновья, среди которых был и Бурхард II с женой Регелиндой, бежали к родственникам в Италию, а их владения были конфискованы.
Бурхард с семейством вернулся в Швабию в 914 году и был убит в 926 году.
Регелинда вместе с мужем основала монастырь Святой Маргариты в Вальдкирхе.
В браке Регелинды с герцогом Бурхардом II родились:
- Гизелла (ок. 905 — 26 октября 9??), аббатиса в Вальдкирхе; муж: с 919/920 года — Вернер V (ок. 899 — ок. 935), граф фон Херренберг
- Гиха (ок. 905 — после 950); муж: с 923/925 года — Герман (ум. после 954), граф в Пфулихгау
- Бурхард III (ок. 906 — 12 ноября 973), герцог Швабии с 954 года
- Берта (ок. 907 — 2 января 961); 1-й муж: с 921/922 года — Рудольф II (ок. 880/885 — 11 июля 937), король Верхней Бургундии с 912, король Италии 922—926, король Нижней Бургундии и Арелата с 933; 2-й муж: с 12 декабря 937 года — Гуго Арльский (ок. 880 — 10 апреля 948), король Италии 926—945, граф Арля ок. 895—928, граф Вьенна ок. 895—926, король Нижней Бургундии 928—933
- Адальрих Святой (ум. после 973), монах в Айнзидельне

После смерти Бурхарда II Регелинда в том же 926 году вышла замуж за его преемника — герцога Швабии Германа I, сына герцога Лотарингии Гебхарда из династии Конрадины.
В браке с ним родилась Ида Швабская (ок. 930/932 — 17 мая 986); муж: с 947 года — Людольф (930 — 6 сентября 957), герцог Швабии в 950—954 годах.
После смерти второго мужа в 949 году Регелинда ушла в женский бенедиктинский монастырь Фраумюнстер, находившийся недалеко от Цюриха на острове Уфенау на Цюрихском озере, и стала его настоятельницей.
Перед своей смертью в 958 году заболела проказой и удалилась жить в уединении на острове со своим сыном Адальрихом. Похоронена в часовне монастыря Райхенау.